# Sicorax (satélite)
Sicorax, também conhecido como Urano XVII, é o maior satélite irregular de Urano. Foi descoberto em 6 de setembro de 1997 junto com Calibã por Brett J. Gladman, Philip D. Nicholson, Joseph A. Burns, e John J. Kavelaars usando o telescópio Hale, recebendo a designação provisória S/1997 U 2.
Sicorax foi nomeado a partir de Sicorax, a mãe de Calibã na peça de William Shakespeare A Tempestade.

## Órbita

Satélites irregulares retrógrados de Urano

Sicorax segue uma órbita distante, aproximadamente 20 mais longe de Urano do que a lua regular mais externa Oberon. Sua órbita é retrógrada, moderadamente inclinada e excêntrica. Os parâmetros orbitais sugerem que Sicorax pode pertencer, assim como Setebos e Próspero, ao mesmo grupo dinâmico, sugerindo origem parecida.
O diagrama à esquerda mostra a órbita dos satélites irregulares retrógrados de Urano (em coordenadas polares). A excentricidade das órbita é representada pelos segmentos se estendendo do periastro ao apoastro.

## Características físicas
O diâmetro de Sicorax é estimado em 150 km (assumindo albedo de 0,04), fazendo dele o maior satélite irregular de Urano, comparável em tamanho a Puck e a Himalia, o maior satélite irregular de Júpiter.
Sicorax é vermelho claro na luz visível (índices de cores B–V = 0,87 V–R = 0,44, B–V = 0,78 ± 0,02 V–R = 0,62 ± 0,01, B–V = 0,839 ± 0,l014 V–R = 0,531 ± 0,005), mais vermelho que Himalia mas menos vermelho que a maioria dos objetos do cinturão de Kuiper. No entanto, no infravermelho próximo o espectro fica azul entre 0,8 e 1,25 μm e finalmente fica neutro nos maiores comprimentos de onda.
O período de rotação de Sicorax é estimado em cerca de 3,6 horas. A rotação causa variações periódicas na magnitude visível com amplitude de 0,07.

## Origem
Acredita-se que Sicorax seja um objeto capturado, que não se formou no disco de acreção que existiu em volta de Urano logo depois de sua formação. O mecanismo exato da captura é desconhecido, mas capturar uma lua exige dissipação de energia. O possível processo de captura pode ser: gás arrastado no disco protoplanetário, interação de muitos corpos e captura durante o rápido aumento da massa de Urano.